# 24538 Charliexie
24538 Charliexie este un asteroid din centura principală de asteroizi.

## Descriere
24538 Charliexie este un asteroid din centura principală de asteroizi. A fost descoperit pe 16 februarie 2001 la Socorro, New Mexico, în cadrul proiectului LINEAR. Asteroidul prezintă o orbită caracterizată de o semiaxă mare de 2,27 ua, o excentricitate de 0,05 și o înclinație de 5,6° în raport cu ecliptica.